# Fly (Yoko-Ono-Album)
Fly ist das zweite Solo-Studioalbum von Yoko Ono. Gleichzeitig ist es einschließlich der drei Avantgardealben mit ihrem Ehemann John Lennon und des Livealbums der Plastic Ono Band das insgesamt sechste Album Yoko Onos. Es wurde am 3. Dezember 1971 in Großbritannien und am 20. September 1971 in den USA veröffentlicht.
Als Interpret wurde auf dem Cover Yoko Ono with The Plastic Ono Band angegeben.

## Entstehungsgeschichte

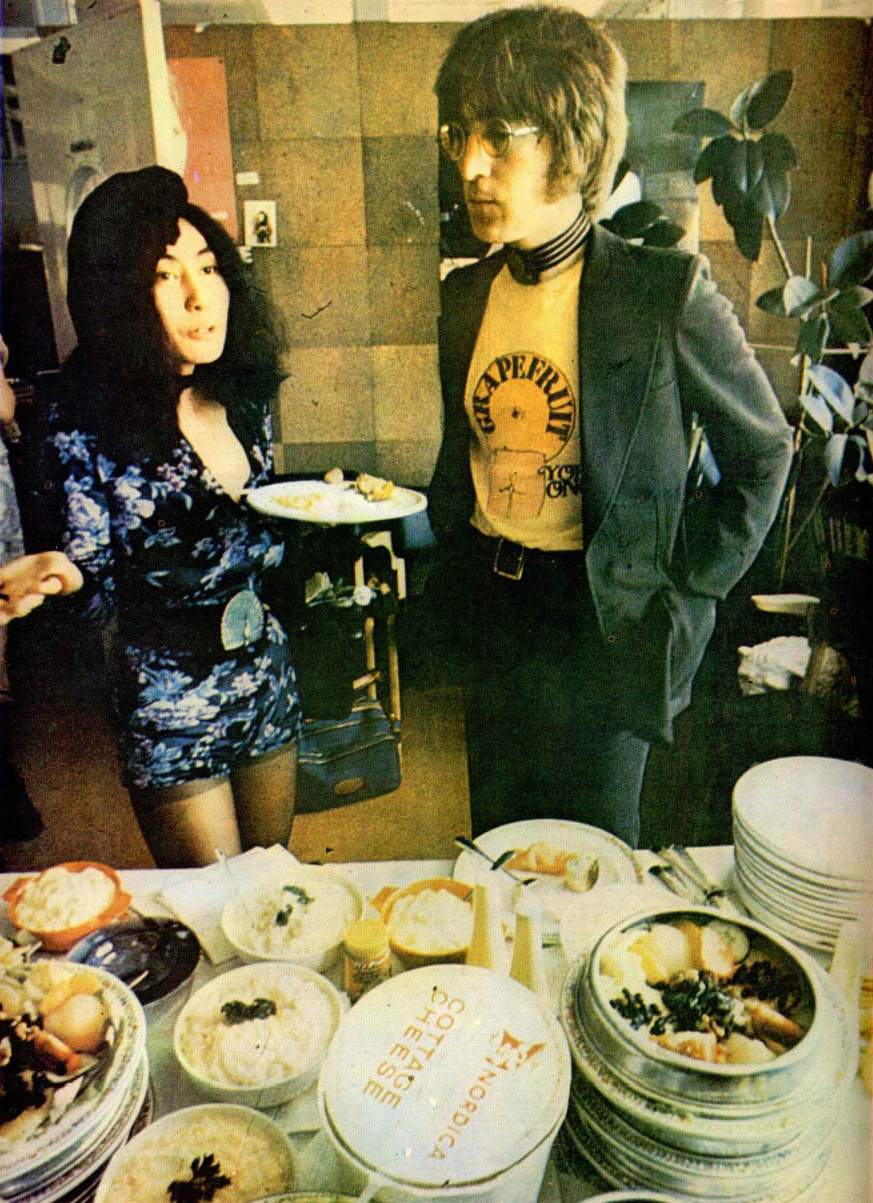
Yoko Ono und John Lennon

Vor Erscheinen des zweiten Studioalbums Fly veröffentlichte Yoko Ono und John Lennon unter den Bezeichnungen John Lennon/Plastic Ono Band (Yoko Ono/Plastic Ono Band), wobei John Lennon bei der Single die A-Seite und Yoko Ono die B-Seite besang:
- Power to the People  /  Open Your Box (John Lennon [Yoko Ono]/Plastic Ono Band – Erscheinungsdatum: 12. März 1971 [USA: 22. März 1971])[1]

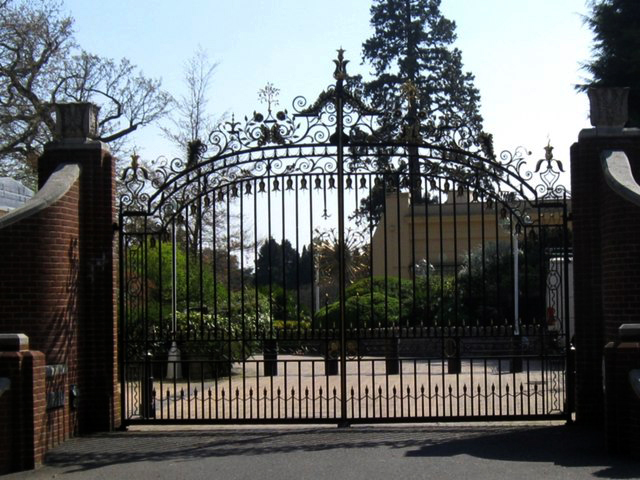
Eingangstor vom Tittenhurst Park

Die Aufnahmen für das Album fanden im August 1971 in John Lennon eigenem Studio, den Ascot Sound Studios, in Tittenhurst Park statt, es sollte das erste und letzte Album von Yoko Ono sein, das dort entstand. Es entstand als eine Art „Zwillingsalbum“ zu Lennons Album Imagine. So enthält der Film Imagine neben 12 Lieder von John Lennon auch die beiden Yoko Ono Titel Don’t Count the Waves und Midsummer New York.
Bereits bei ihrem vorhergehenden Album mit der Plastic Ono Band nutzte Ono Stilmittel der Pop- und Rockmusik, setzte dort aber auch noch Formen der musikalischen Avantgarde ein (so war dort ein gemeinsamer Auftritt mit Ornette Coleman in der Royal Albert Hall dokumentiert). Auf der am 21. September 1971 erschienen Doppel-LP setzte sie konsequenter als auf dem vorangehenden Soloalbum auf die pop- und rockmusikalischen Möglichkeiten; dies wird als Versuch gewertet, sich die Popmusik „als Ausdrucksmedium zu erobern“. Trotz des Projektcharakters der Plastic Ono Band bot das Zusammenspiel mit Musikern wie Klaus Voormann und Eric Clapton Ono die Möglichkeit, ihre Kompositionen mit einer Rockband einzuspielen. Sie orientierte sich zunehmend in ihrem Gesang nicht mehr an den Idealen der traditionellen japanischen Musik und des Free Jazz, sondern übernahm die spezifischen Mittel der Popmusik. Zur Band gehören weiterhin Lennon, Jim Keltner sowie Jim Gordon (Perkussion), Bobby Keyes (Saxophon, Keyboard) und Chris Osborne (Dobro). Joe Jones entwickelte speziell für Yoko Ono acht Instrumente, genannt Joe Jones Tone Deaf Music Co., die nur mit geringer menschlicher Hilfe Musik spielen.
Das Doppelalbum enthält eine Mischung unterschiedlichster Kompositionen, konventionelle Rocksongs ebenso wie experimentelle Kompositionen. Auf den Seiten 3 und 4 war vor allem Filmmusik dokumentiert: Airmale stammte aus Lennons Film Erection, das Titelstück des Albums aus dem gleichnamigen Film der Künstlerin. Weiterhin versammelt Yoko Ono auf dem Album Lieder, die bereits auf Single oder anderen Platten erschienen sind wie Hirake (Open Your Box) oder Don't Worry, Kyoko. Das weitere aufgenommene, aber nicht verwendete Lied The Path erschien im Jahr 1992 auf der Onobox.

## Cover
Die Covergestaltung erfolgte von John Lennon. Das Coverfoto stammt ebenfalls von John Lennon.

## Titelliste
Alle Titel des Albums wurden von Yoko Ono komponiert.
Seite 1
1. Midsummer New York – 3:51
2. Mind Train – 16:52

Seite 2
1. Mind Holes – 2:47
2. Don't Worry, Kyoko (Mummy's Only Looking for Her Hand in the Snow) – 4:55
3. Mrs. Lennon – 4:12
4. Hirake – 3:31
5. Toilet Piece/Unknown – 0:30
6. O'Wind (Body Is the Scar of Your Mind) – 5:22

Seite 3
1. Airmale – 10:43
2. Don't Count the Waves – 5:24
3. You – 8:59

Seite 4
1. Fly – 22:52
2. Telephone Piece – 0:37

## Wiederveröffentlichungen
Die Erstveröffentlichung des vollständigen Albums im CD-Format erfolgte von Rykodisc Records am 22. Juli 1997 und beinhaltet zwei zusätzliche Lieder, beide Lieder stammen nicht von den Aufnahmesessions. Will You Touch Me ist ein akustisches Demo, von John Lennon und Yoko Ono eingespielt. Between the Takes wurde 1970 in der Besetzung Yoko Ono (Gesang), John Lennon (Gitarre) und Klaus Voormann (Bass) eingespielt. Die genauen Aufnahmedaten der beiden Titel werden im CD Begleitheft nicht aufgeführt. Die CD-Veröffentlichung wurde von George Marino und Rob Stevens in den Sterling Sound Studios neu remastert.
Die Doppel-CD wurde wie folgt veröffentlicht:
CD 1
1. Midsummer New York – 3:51
2. Mind Train – 16:52
3. Mind Holes – 2:47
4. Don't Worry, Kyoko (Mummy's Only Looking for Her Hand in the Snow) – 4:55
5. Mrs. Lennon – 4:12
6. Hirake – 3:31
7. Toilet Piece/Unknown – 0:30
8. O'Wind (Body Is the Scar of Your Mind) – 5:22

CD 2
1. Airmale – 10:43
2. Don't Count the Waves – 5:24
3. You – 8:59
4. Fly – 22:52
5. Telephone Piece – 0:37

CD-Bonustitel
1. Between the Takes – 1:58
2. Will You Touch Me – 2:45

Am 21. Juli 2017 wurde das erneut remasterte Album als Doppel-CD  und Vinyl-Doppel-Langspielplatte (auf schwarzen und weißen Vinyl  gepresst) auf den Labeln Secretly Canadian / Chimera Music veröffentlicht. Die CDs wurden von Greg Calbi und Ryan Smith, das Vinylalbum wurde von Greg Calbi und Sean Lennon remastert. Die CDs wurden in einem aufklappbaren Pappcover vertrieben. Der CD liegt ein 16-seitiges bebildertes Begleitheft bei, das Information zum Album enthält. Die Lieder The Path und Head Play (Medley: You / Airmale / Fly) erschienen ursprünglich im Januar 1992 auf dem Kompilationsalbum Onobox. The Path wurde im Jahr 1970 von John Lennon und Yoko Ono in den Ascout Sound Studios aufgenommen, das Medley Head Play (Medley: You/Airmale/Fly) wurde im Jahr 1992 hergestellt. Als Bonustitel wurden folgende Lieder verwendet:
CD-Bonustitel
1. Between the Takes – 1:58 (Wiederveröffentlichung 1997)
2. Will You Touch Me – 2:45 (Wiederveröffentlichung 1997)
3. The Path – 5:43
4. Head Play (Medley: You/Airmale / Fly) – 2:34

## Single-Auskopplungen

### Mrs. Lennon
Als erste eigenständige Single von Yoko Ono wurde Mrs. Lennon/Midsummer New York in Großbritannien/Deutschland (29. Oktober 1971) und den USA (29. September 1971) aus dem Album ausgekoppelt.

### Mind Train
In Großbritannien erschien am 21. Januar 1972 die Single Mind Train / Listen the Snow is Falling . Die B-Seite ist zwar bei den Aufnahmesessions zum Album entstanden, nicht aber auf dem Album enthalten. Listen the Snow is Falling erschien auch als B-Seite der Single Happy Xmas (War Is Over).

## Chartplatzierungen
| ChartsChartplatzierungen       | Höchstplatzierung | Wochen |
| ------------------------------ | ----------------- | ------ |
| Vereinigte Staaten (Billboard) | 199 (2 Wo.)       | 2      |

Während das Album die Billboard 200 (US-amerikanischen Albumcharts) erreichte, konnte sich keine der Singleauskopplungen in den offiziellen Singlecharts platzieren.

## Kritiken
Gerade im Vergleich mit Lennons Imagine „konnte Onos Schallplatte nicht bestehen, zumal sie deutliche Schwächen aufwies.“ Wechselnde musikalische Einflüsse „blieben als Ideen im Raum stehen“, ohne dass sich für den popmusikalischen Hörer eine Einheit ergab. Nach Ansicht ihrer Biographin Katrin Berndt schien es „Ono an einem durchgängigen Konzept gemangelt zu haben“. Auch wurden einige Stücke eher als Lückenfüller empfunden wie Toilet Piece/Unknown (wo nur eine Toilettenspülung zu hören ist). Das interessanteste Stück des Albums ist Midsummer New York. Dieses Stück bedient sich als Rock-’n’-Roll-Stück des genretypischen Vokabulars, das Ono ironisiert; es handelt sich „um eine furchterregende, aber bemerkenswert gelungene Mischung aus dem Rockabilly der 1950er Jahre und Yokos stimmlichem Extremismus.“ Die Lyrik des Stücks betont Onos Unsicherheit gegenüber ihrer Umwelt. Weitere gelungene Stücke sind nach Katrin Berndt Hirake (Open Your Box) und Mind Train mit interessanten Texten. In dem Stück Fly versucht Ono mit stimmlichen Mitteln die Geräusche einer Fliege darzustellen: Ihre Stimme „surrt, swingt, jauchzt derart enthusiastisch, dass der Zuhörer nach wenigen Minuten völlig vergessen hat, dass er einer menschlichen Stimme Gehör schenkt.“